# Forcepsioneura itatiaiae
Forcepsioneura itatiaiae – gatunek ważki z rodziny łątkowatych (Coenagrionidae). Znany tylko z miejsca typowego w Parku Narodowym Itatiaia w stanie Rio de Janeiro w południowo-wschodniej Brazylii.